# NGC 1140
NGC 1140 este o interacting galaxies⁠(d) situată în constelația Eridanul. A fost descoperită în 22 noiembrie 1785 de către William Herschel. Se află la o distanță de 17,3 megaparseci de Pământ.